# Arșița (okręg Vrancea)
Arșița – wieś w Rumunii, w okręgu Vrancea, w gminie Andreiașu de Jos. W 2011 roku liczyła 176
mieszkańców.